# Koczkodanek błotny
Koczkodanek błotny, koczkodan błotny (Allenopithecus nigroviridis) – gatunek ssaka naczelnego z podrodziny koczkodanów (Cercopithecinae) w obrębie rodziny koczkodanowatych (Cercopithecidae), zamieszkujący bagienne lasy w pobliżu rzek. Prowadzą głównie nadrzewny tryb życia.

## Systematyka

### Taksonomia
Gatunek po raz pierwszy zgodnie z zasadami nazewnictwa binominalnego  opisał w 1907 roku brytyjski zoolog Reginald Innes Pocock na łamach czasopisma Proceedings of the Zoological Society of London i nadając mu nazwę Cercopithecus nigroviridis. Miejsce typowe to górny bieg rzeki Kongo w Demokratycznej Republice Konga. Holotyp to skóra młodocianej samicy (sygnatura BMNH Mammals 1909.7.19.3) ze zbiorów Muzeum Historii Naturalnej w Londynie; samica przed śmiercią żyła w niewoli w ogrodach Londyńskiego Towarzystwa Zoologicznego od 29 listopada 1892 do 15 maja 1894 roku. Jedyny przedstawiciel rodzaju koczkodanek (Allenopithecus), który zdefiniował w 1923 roku niemiecki zoolog Herbert Lang.
Wyrostek zębodołowy na którym osadzone są trzonowce oraz modzele kulszowe, które łączą się w poprzek linii środkowej to dwie cechy fizyczne które są unikalne dla rodzaju Allenopithecus w obrębie plemienia Cercopithecini, ale są wspólne dla niektórych, jeśli nie wszystkich przedstawicieli plemienia Papionini. Inną cechą wspólną dla większości gatunków z plemienia Papionini jest okresowy obrzęk płciowy występujący u samic, wspólny tylko z Miopithecus wśród Cercopithecini. Jednak badania molekularne przeprowadzone w XXI wieku sugerują przynależność Allenopithecus do plemienia Cercopithecini, a nie Papionini. Jest taksonem siostrzanym w stosunku do wszystkich przedstawicieli Cercopithecini. 
Autorzy Illustrated Checklist of the Mammals of the World uznają ten takson za gatunek monotypowy.

### Etymologia
- Allenopithecus: Joel Asaph Allen, amerykański ornitolog i systematyk; gr. πιθηκος pithēkos „małpa”[1][11].
- nigroviridis: łac. niger „czarny”; viridis „zielony”, od virere „być zielonym”[12].

## Zasięg występowania
Koczkodanek błotny występuje w północno-zachodniej Demokratycznej Republice Konga i północno-wschodnim Kongu, w nizinnych lasach Kotliny Kongo po obu stronach dolnego i środkowego biegu rzeki Kongo (około 16°E do 26°–27°E); na południe od rzeki Kongo na wschód rozciągając się do systemu rzeki Lomami (około 3°N do 6°30’S); zamieszkuje także dwie wyspy na rzece Sangha. Występowanie w północno-wschodniej Angoli wymaga potwierdzenia.

## Morfologia
Długość ciała (bez ogona) samic 40–45 cm, samców 45–50 cm, długość ogona samic 36 cm, samców 51 cm; masa ciała samic 3,2–3,7 kg, samców 5,9–6,1 kg.

## Ekologia
Zamieszkujący bagienne lasy w pobliżu rzek. Potrafią dobrze pływać, a w razie niebezpieczeństwa nurkują. Żyją w stadach liczących do 40 osobników
Odżywiają się głównie owocami, jedzą też owady, a także liście.
Komunikują się ze sobą nawoływaniami, gestami i dotknięciami.
Naturalnymi wrogami dla nich są m.in.: wojownik wspaniały, duże węże, szympans karłowaty. Giną również z rąk ludzi zabijane dla mięsa.
Średnia ich życia to 20 lat.

## Status zagrożenia
W Czerwonej księdze gatunków zagrożonych Międzynarodowej Unii Ochrony Przyrody i Jej Zasobów został zaliczony do kategorii LC (ang. least concern ‘najmniejszej troski’).